# Ťüan
Ťüan (svitek; čínsky pchin-jinem juàn, znaky 卷) je tradiční čínská jednotka míry objemu textu. Zprvu označoval pruh hedvábí, na které se psalo před využíváním papíru. V moderní čínštině je to klasifikátor pro díly (svazky) knih, knihy, sešity.
Kromě ťüanů, jakožto rukopisů na hedvábí, ve staré Číně existovala ještě starší jednotka velikosti textů, a sice pchien (svazek, 篇), který původně značil svazek bambusových úštěpků, na které se ve starověké Číně psaly texty.
V závislosti na objemu a charakteru literárního díla se slovo ťüan do evropských jazyků překládá jako svazek, díl, kapitola, svitek… případně se nepřekládá vůbec.